# Diaporthe pungens
Diaporthe pungens är en svampart som beskrevs av Nitschke 1870. Diaporthe pungens ingår i släktet Diaporthe och familjen Diaporthaceae.   Inga underarter finns listade i Catalogue of Life.